# Idol Rebooting Project: The Unit
Idol Rebooting Project: The Unit (Hangul: 아이돌 리부팅 프로젝트 더 유닛, także w skrócie The Unit) – południowokoreański survivalowy reality show transmitowany na kanale KBS2 od 28 października 2017 roku do 10 lutego 2018 roku. Celem programu było utworzenie męskiej i żeńskiej grupy, każdej składającej się z dziewięciu osób, z idoli, którzy już zadebiutowali. Program miał na celu dać im drugą szansę.

## Informacje
Stacja KBS ogłosiła w lipcu 2017 roku, że rozpoczęła produkcję reality show pod roboczym tytułem The Final 99 Match (kor. 99매치). 2 sierpnia został wyemitowany pierwszy zwiastun programu, pod nowym tytułem The Unit, stylizowanym na The Uni+, który oznacza „You and I Plus”. Tego samego dnia została uruchomiona także oficjalna strona, wraz z formularzami dostępnymi dla wszystkich idoli zainteresowanych dołączeniem do programu, a także tablicą ogłoszeń, na której każdy mógł składać rekomendacje.

### Oceny startowe
Podczas pierwszej oceny, w trakcie występu uczestników trwało głosowanie publiczności. Uczestnicy otrzymywali 1 punkt startowy
(„Boot”), za 15% głosów publiczności. Kiedy 90% publiczności zagłosowało na uczestników, co było znane jako „Super Boot”, cała grupa mogła od razu dołączyć do programu. Jeśli zawodnicy nie otrzymali „Super Boot”, mentorzy oceniali występ każdej osoby z osobna, oddając swoje głosy. Uczestnicy, którzy otrzymają co najmniej 1 „boot” od jednego z mentorów, mogli dołączyć do programu. Oceny startowe odbywały się w sali Kintex Hall 9 w Ilsanie od 29 września do 1 października 2017 roku.

### Piosenka przewodnia
Poinformowano, że 126 uczestników, którzy przeszli przesłuchania rozpoczęli kręcenie teledysku, od 7 października do 9 października, jako część pierwszej misji w programie. Grupa centralna składała się z dziewięciu mężczyzn i dziewięciu kobiet, a najbardziej wyróżniającym się uczestnikiem był „środkowy grupy centralnej”. 13 października The Unit wypuściło teledysk do piosenki z pierwszego wyzwania konkurencji „My turn”, która również została wyemitowana w tym dniu w programie Music Bank, z Euijin z Sonamoo oraz Kijoongiem z IM jako centrum grupy dziewcząt i chłopców odpowiednio.

### Głosowanie
The Unit otworzył głosowanie o godzinie 22:00 KST w dniu 11 listopada, a serwery uległy awarii około 15 minut później, gdy widzowie ruszyli, aby oddać swój głos. Głosowanie w programie odbywało się wyłącznie za pośrednictwem strony internetowej TMON, z każdym identyfikatorem TMON mogącym oddać swój głos jeden raz. Każdy widz mógł wziąć udział: można było wybrać dziewięciu mężczyzn, aby utworzyć swój własny „Uni+ B” i dziewięć kobiet, aby utworzyć „Uni+ G”. Jednocześnie jednego z wybranych można było zaznaczyć jako ulubionego zawodnika, któremu zostały przyznane dwa głosy, podczas gdy pozostałych ośmiu otrzymało jeden głos. Oznaczało to, że każdy głosujący mógł zagłosować łącznie na 18 uczestników.
Począwszy od 11 odcinka system głosowania uległ zasadniczej zmianie. Głosowanie odbywało się wyłącznie za pośrednictwem oficjalnej aplikacji mobilnej The Unit. Każda osoba mogła wybrać tylko 3 zawodników z „Uni+ B” i „Uni+ G”, i mogła głosować tylko raz dziennie. Głosowanie rozpoczęło się o godz. 12:00 KST 7 stycznia i zostało zamknięte o 11:59 KST 25 stycznia 2018 roku.

### Po programie
24 lutego, podczas emisji The Unit’s Special Show ogłoszono, że nazwą grupy UNI+ B będzie UNB, a nazwą grupy UNI+ G będzie UNI.T.

## Mentorzy
- Rain (MC)
- Lee Tae-min (występy)
- Hyuna (występy)
- Jo Hyun-ah (wokal)
- Hwang Chi-yeul (wokal)
- San E (rap)

## Uczestnicy i wyniki

### UNI+ G
| Zwycięska grupa żeńska | Zwycięska grupa żeńska   | Zwycięska grupa żeńska   | Zwycięska grupa żeńska      | Zwycięska grupa żeńska | Zwycięska grupa żeńska |
| Imię                   | Data urodzenia           | Agencja                  | Powiązane grupy             | „Boot”                 | Ostateczny ranking     |
| ---------------------- | ------------------------ | ------------------------ | --------------------------- | ---------------------- | ---------------------- |
| Yang Ji-won (양지원)   | 5 kwietnia 1988(dts)     | brak                     | T-ara, SPICA                | S                      | 6                      |
| Bae Woo-hee (배우희)   | 21 listopada 1991(dts)   | Happy Face Entertainment | Dal★Shabet                  | 6                      | 7                      |
| Shin Yoon-jo (신윤조)  | 14 grudnia 1992(dts)     | indywidualni stażyści    | Hello Venus                 | 0                      | 4                      |
| Bae Jin-ye (배진예)    | 9 czerwca 1994(dts)      | NH Media                 | LABOUM (ZN)                 | 3                      | 8                      |
| Im So-eun (임소은)     | 7 października 1996(dts) | JJ Holic Media           | NC.A (solo)                 | S                      | 3                      |
| Hong Eui-jin (홍의진)  | 8 października 1996(dts) | TS Entertainment         | SONAMOO                     | 4                      | 1                      |
| Baek Ye-bin (백예빈)   | 13 lipca 1997(dts)       | MBK Entertainment        | DIA                         | 3                      | 2                      |
| Lee Hyun-joo (이현주)  | 5 lutego 1998(dts)       | DSP Media                | APRIL                       | 6                      | 5                      |
| Lee Su-ji (이수지)     | 20 marca 1998(dts)       | A.O.E                    | THE ARK, Real Girls Project | 5                      | 9                      |

| Pozostałe uczestniczki                             | Pozostałe uczestniczki    | Pozostałe uczestniczki   | Pozostałe uczestniczki         | Pozostałe uczestniczki | Pozostałe uczestniczki |
| Imię                                               | Data urodzenia            | Agencja                  | Powiązane grupy                | „Boot”                 | Ostateczny ranking     |
| -------------------------------------------------- | ------------------------- | ------------------------ | ------------------------------ | ---------------------- | ---------------------- |
| Kim So-ya (김소야)                                 | 2 kwietnia 1990(dts)      | GH                       | Soya n Sun                     | 6                      | 43                     |
| Jeong Ji-eun (정지은)                              | 25 stycznia 1990(dts)     | Cre.Ker                  | Melody Day                     | S                      | 18                     |
| Kang Ye-seul (강예슬)                              | 29 sierpnia 1990(dts)     | Dalnbyul Music           | Wings                          | 3                      | 41                     |
| Park Mi-yeon (박미연)                              | 16 września 1990(dts)     | Happy Face Entertainment | Dal★Shabet                     | 6                      | 23                     |
| Jeong A-rin (정아린)                               | 11 października 1990(dts) | Woollim Entertainment\|  | JOO (solo)                     | 6                      | 33                     |
| Kang Hye-yeon (강혜연)                             | 8 grudnia 1990(dts)       | YNB Entertainment        | BESTie                         | 1                      | 27                     |
| Nam Yu-jeong (남유정)                              | 2 maja 1991(dts)          | Brave Entertainment      | Brave Girls                    | 5                      | 37                     |
| Lee Hae-na (이해나)                                | 2 czerwca 1991(dts)       | BOX Media                | MATILDA                        | 3                      | 40                     |
| Kang Min-hee (강민희)                              | 29 grudnia 1991(dts)      | Brand New Music          | Miss $                         | 4                      | 34                     |
| Kim Yu-jeong (김유정)                              | 14 lutego 1992(dts)       | NH Media                 | LABOUM                         | 4                      | 20                     |
| Seol Ha-yun (설하윤)                               | 16 lipca 1992(dts)        | TSM                      | solo                           | 6                      | 35                     |
| Hong Eun-ji (홍은지)                               | 19 lipca 1992(dts)        | Brave Entertainment      | Brave Girls                    | 1                      | 45                     |
| Kim Na-ri (김나리)                                 | 5 października 1992(dts)  | Mafia Record             | WA$$UP                         | 6                      | 21                     |
| Kim Chae-won (김채원)                              | 23 lutego 1993(dts)       | CLIMIX                   | S2                             | 6                      | 62                     |
| Kim Ye Seul (김예슬)                               | 18 maja 1993(dts)         | Mad Soul Child           | Rubber Soul (Kim)              | 6                      | 30                     |
| Park Seung-yeon (박승연)                           | 26 czerwca 1993(dts)      | BOX Media                | MATILDA                        | 4                      | 14                     |
| Nah Yoo-min (나유민)                               | 29 sierpnia 1993(dts)     | Cre.Ker                  | Melody Day                     | S                      | 31                     |
| Kwon Ha-seo (권하서)                               | 14 stycznia 1994(dts)     | SoulShop                 | Real Girls Project             | 4                      | 36                     |
| Lee A-reum (이아름)                                | 19 kwietnia 1994(dts)     | DWM                      | T-ara                          | 2                      | 44                     |
| Oh Yeon-kyung (오연경)                             | 25 sierpnia 1994(dts)     | indywidualni stażyści    | The SeeYa, F-VE DOLLS          | 2                      | 47                     |
| Goonshipas Peonpaweevorakul (쿤팟 퍼언빠 위워라쿤) | 23 czerwca 1994(dts)      | JSL Company              | Tiny-G (Mint)                  | 4                      | 38                     |
| Kim Eu-na (김유나)                                 | 27 października 1994(dts) | Maroo Entertainment      | THE ARK (Yuna Kim)             | 5                      | 10                     |
| Lee Bo-lim (이보림)                                | 28 lutego 1995(dts)       | Snow Ball                | aktorka                        | 4                      | 17                     |
| Yeom Hae-in (염해인)                               | 19 maja 1995(dts)         | NH Media                 | LABOUM                         | 5                      | 26                     |
| Song Hee-jin (송희진)                              | 19 sierpnia 1995(dts)     | C9 Entertainment         | GOOD DAY                       | 4                      | 28                     |
| Wu Zhuofan (오탁범)                                | 26 września 1995(dts)     | 奇邁文化                 | ACEMAX-RED (Bomi)              | 6                      | 50                     |
| Oh Hee-sun (오희선)                                | 22 października 1995(dts) | BOX Media                | MATILDA                        | 4                      | 13                     |
| Bae Yu-bin (배유빈)                                | 11 grudnia 1995(dts)      | Hoonstar                 | S.E.T (Eun E)                  | 0                      | 45                     |
| Park Soo-young (박수영)                            | 24 marca 1996(dts)        | Cre.Ker                  | Melody Day                     | S                      | 16                     |
| Hahm Sae-byeol (함새별)                            | 10 maja 1996(dts)         | BOX Media                | MATILDA                        | 2                      | 49                     |
| Cha Yoon-ji (차윤지)                               | 2 grudnia 1996(dts)       | WM Entertainment         | I (solo)                       | 6                      | zrezygnowała           |
| Kim Ji-won (김지원)                                | 7 stycznia 1997(dts)      | C9 Entertainment         | GOOD DAY (Genie)               | 2                      | 46                     |
| Kang Da-bin (강다빈)                               | 9 maja 1997(dts)          | RIAK                     | Baby Boo                       | 6                      | 48                     |
| Park Ji-won (박지원)                               | 25 września 1997(dts)     | Namoo Actors             | aktorka, modelka               | 6                      | 42                     |
| Seo Min Kyung (서민경)                             | 3 maja 1998(dts)          | GH                       | Apple.B (Sandy)                | 2                      | 56                     |
| Li Tianyun (이천운)                                | 28 maja 1998(dts)         | 奇邁文化                 | ACEMAX-RED (Lena); Produce 101 | 1                      | 44                     |
| Lim Hyo-sun (임효선)                               | 10 czerwca 1998(dts)      | New Planet               | H.U.B; Produce 101             | 3                      | 19                     |
| Shin Ji-hoon (신지훈)                              | 23 czerwca 1998(dts)      | brak                     | solo                           | 4                      | 15                     |
| Moon Chae-sol (문채솔)                             | 14 lipca 1998(dts)        | C9 Entertainment         | GOOD DAY                       | 1                      | 57                     |
| Choi Moon-ju (최문주)                              | 12 sierpnia 1998(dts)     | Double X                 | S.I.S (Gaeul)                  | 2                      | 39                     |
| Son Yu-ji (손유지)                                 | 25 listopada 1998(dts)    | GH                       | Apple.B                        | 3                      | 58                     |
| Byeon Seung-mi (변승미)                            | 14 grudnia 1998(dts)      | MBK Entertainment        | GP Basic (Janey)               | 5                      | 43                     |
| Kim Ji-won (김지원)                                | 1 kwietnia 1999(dts)      | C9 Entertainment         | GOOD DAY                       | 5                      | 11                     |
| Lee Yu-jeong (이유정)                              | 13 listopada 1999(dts)    | CLIMIX                   | S2                             | 1                      | 54                     |
| Ahn Som-yi (안솜이)                                | 26 stycznia 2000(dts)     | MBK Entertainment        | DIA                            | 3                      | 12                     |
| Jung Ye-na (정예나)                                | 10 kwietnia 2000(dts)     | Hyeokaen Company         | G-reyish                       | 6                      | 32                     |
| Kim Seung-yeon (김승연)                            | 3 maja 2000(dts)          | Double X                 | S.I.S (Anne)                   | 5                      | 22                     |
| Shin Eun-bi (신은비)                               | 17 września 2000(dts)     | Zenith Media Contents    | LIPBUBBLE                      | 0                      | 59                     |
| Hwang Ji-won (황지원)                              | 7 lutego 2000(dts)        | C9 Entertainment         | GOOD DAY (Viva)                | 3                      | 29                     |
| Kwon Ji-eun (권지은)                               | 14 marca 2001(dts)        | Hoonstar                 | S.E.T (Tae E)                  | 0                      | 60                     |
| Lee Se-bin (이세빈)                                | 2 lipca 2001(dts)         | Double X                 | S.I.S                          | 0                      | 55                     |
| Jin Hyun-joo (진현주)                              | 3 listopada 2001(dts)     | C9 Entertainment         | GOOD DAY (Lucky)               | 0                      | 24                     |
| Kim Han-bi (김한비)                                | 16 października 2002(dts) | Zenith Media Contents    | LIPBUBBLE                      | 2                      | 53                     |
| Lee Joo-hyun (이주현)                              | 8 kwietnia 2004(dts)      | Cube Entertainment       | stażystka                      | 6                      | 25                     |

### UNI+ B
| Zwycięska grupa męska  | Zwycięska grupa męska     | Zwycięska grupa męska | Zwycięska grupa męska   | Zwycięska grupa męska | Zwycięska grupa męska |
| Imię                   | Data urodzenia            | Agencja               | Powiązane grupy         | „Boot”                | Ostateczny ranking    |
| ---------------------- | ------------------------- | --------------------- | ----------------------- | --------------------- | --------------------- |
| Lee Eui-jin (이의진)   | 15 lutego 1990(dts)       | HO Company            | Bigflo                  | 5                     | 2                     |
| Oh Kwang-seok (오광석) | 26 lutego 1992(dts)       | Brave Entertainment   | Big Star (FeelDog)      | 6                     | 4                     |
| Park Dae-won (박대원)  | 17 marca 1992(dts)        | GNI                   | MADTOWN                 | 1                     | 7                     |
| Lee Hyong-gun (이형근) | 11 maja 1993(dts)         | Rainbow               | Hot Blood Youth (Marco) | 6                     | 5                     |
| Ko Ho-jung (고호정)    | 20 października 1994(dts) | Star Crew             | HOTSHOT                 | S                     | 3                     |
| Ji Han-sol (지한솔)    | 21 listopada 1994(dts)    | JFLO                  | SM Rookies, New Kidd    | S                     | 6                     |
| Lee Jun-yeong (이준영) | 22 stycznia 1997(dts)     | NH Media              | U-KISS (Jun)            | S                     | 1                     |
| Kang Yoo-chan (강유찬) | 31 grudnia 1997(dts)      | Beat Interactive      | A.C.E (Chan)            | 4                     | 9                     |
| Kim Ki-joong (김기중)  | 24 stycznia 2001(dts)     | MBK Entertainment     | IM                      | S                     | 8                     |

| Pozostali uczestnicy     | Pozostali uczestnicy      | Pozostali uczestnicy      | Pozostali uczestnicy   | Pozostali uczestnicy | Pozostali uczestnicy |
| Imię                     | Data urodzenia            | Agencja                   | Powiązane grupy        | „Boot”               | Ostateczny ranking   |
| ------------------------ | ------------------------- | ------------------------- | ---------------------- | -------------------- | -------------------- |
| Cho Won-jun (조원준)     | 22 listopada 1988(dts)    | Universal Music           | Boys Republic          | 2                    | 57                   |
| Lee Gun-woo (이건우)     | 30 stycznia 1989(dts)     | H2media                   | MYNAME                 | 3                    | 36                   |
| Kim Dong-hyun (김동현)   | 12 lutego 1989(dts)       | Starship Entertainment    | BOYFRIEND              | 6                    | 12                   |
| So Seung-hyun (서승현)   | 1 listopada 1990(dts)     | Wings                     | A.cian (Jung Sang)     | 4                    | 35                   |
| Kim Rock-hyun (김록현)   | 10 lutego 1991(dts)       | TOP Media                 | 100%                   | 6                    | 14                   |
| Casper (캐스퍼)          | 20 marca 1991(dts)        | Amuse Korea               | CROSS GENE             | 6                    | 45                   |
| Kim Se-yong (김세용)     | 20 listopada 1991(dts)    | H2media                   | MYNAME                 | 5                    | 17                   |
| Kim Rae-hwan (김래환)    | 15 lutego 1992(dts)       | Brave Entertainment       | Big Star               | 2                    | 22                   |
| Lee Kyung-tak (이경탁)   | 4 maja 1992(dts)          | GNI                       | MADTOWN (Lee Geon)     | 6                    | 18                   |
| Choi Hyung-gun (최형근)  | 1 października 1992(dts)  | WID MAY                   | Snuper                 | 2                    | 39                   |
| Jeon Ho-joon (전호준)    | 31 października 1992(dts) | Hunus Entertainment       | Topp Dogg              | 1                    | 38                   |
| Park Sung-jun (박성준)   | 17 grudnia 1992(dts)      | Universal Music           | Boys Republic          | 2                    | 29                   |
| Jeon Hyung-min (전형민)  | 11 stycznia 1993(dts)     | HO COMPANY                | Bigflo (Lex)           | 0                    | 44                   |
| Jung Sung-hak (정성학)   | 16 stycznia 1993(dts)     | Brave Entertainment       | Big Star               | 3                    | 42                   |
| Kim Moon-kyu (김문규)    | 25 stycznia 1993(dts)     | Star Crew                 | HOTSHOT (Timoteo)      | S                    | 10                   |
| Jung Jae-wook (정재욱)   | 27 stycznia 1993(dts)     | HO Company                | Bigflo                 | 2                    | 56                   |
| Hwang Jung-ha (황정하)   | 29 stycznia 1993(dts)     | NCompany                  | BEAT WIN               | 1                    | 30                   |
| Park Je-up (박제업)      | 27 marca 1993(dts)        | Star Empire Entertainment | Imfact                 | 1                    | 11                   |
| Shim Sang-il (심상일)    | 1 maja 1993(dts)          | WID MAY                   | Snuper                 | 2                    | 33                   |
| Ma Jin-young (마진영)    | 7 czerwca 1993(dts)       | Wings                     | A.cian (Jin.O)         | 0                    | 48                   |
| Im Jun-hyeok (임준혁)    | 17 lipca 1993(dts)        | V                         | DAY6, Be Blossom       | 4                    | 32                   |
| Kang Jun-kyu (강준규)    | 9 sierpnia 1993(dts)      | H2media                   | MYNAME (Jun.Q)         | 4                    | 24                   |
| Kim Tae-ho (김태호)      | 1 listopada 1993(dts)     | Star Empire Entertainment | Imfact                 | 2                    | 27                   |
| Lee Ji-an (이지안)       | 8 listopada 1993(dts)     | Star Empire Entertainment | Imfact                 | 2                    | 49                   |
| Choi Won-jin (최원진)    | 9 listopada 1993(dts)     | Rainbow                   | Hot Blood Youth (Taro) | 0                    | 52                   |
| Park Se-jun (박세준)     | 10 grudnia 1993(dts)      | AMD                       | SPEED                  | 2                    | 51                   |
| Jang Hyuk-jin (장혁진)   | 20 grudnia 1993(dts)      | TOP Media                 | 100%                   | 0                    | 34                   |
| Kim Byung-joo (김병주)   | 8 stycznia 1994(dts)      | Hunus Entertainment       | Topp Dogg (B-Joo)      | 3                    | 25                   |
| Choi Kwang-ryul (최광렬) | 23 maja 1994(dts)         | Brand New Music           | TROY (Kanto)           | 6                    | 20                   |
| Park Jun-hee (박준희)    | 2 czerwca 1994(dts)       | Beat Interactive          | A.C.E (Jun)            | 4                    | 21                   |
| Jin Yong-hoon (진용훈)   | 17 sierpnia 1994(dts)     | RBW                       | MAS                    | 2                    | 59                   |
| Kim Yoon (김윤)          | 21 sierpnia 1994(dts)     | PH                        | MVP                    | 5                    | 31                   |
| Lee Gun-min (이건민)     | 3 października 1994(dts)  | GH                        | B.I.G                  | 0                    | 33                   |
| Ham Seung-jin (함승진)   | 5 października 1994(dts)  | DSP Media                 | A-JAX                  | S                    | 43                   |
| Kim Dong-hyun (김동현)   | 25 listopada 1994(dts)    | Brave Entertainment       | Big Star (Jude)        | 3                    | 53                   |
| Park Young-kyu (박영규)  | 26 grudnia 1994(dts)      | PH                        | MVP (P.K)              | 5                    | 55                   |
| Lee Su-woong (이수웅)    | 20 stycznia 1995(dts)     | Universal Music           | Boys Republic          | 2                    | 15                   |
| Park Young-jin (박영진)  | 6 lutego 1995(dts)        | PH                        | MVP (Jin)              | 1                    | 62                   |
| Cho Joong-hee (조중희)   | 27 listopada 1995(dts)    | DSP Media                 | A-JAX                  | S                    | 50                   |
| Che Jin-seok (채진석)    | 26 grudnia 1995(dts)      | H2media                   | MYNAME                 | 4                    | 37                   |
| Jin Seong-ho (진성호)    | 16 stycznia 1996(dts)     | Elen                      | BEAT WIN               | 1                    | 58                   |
| Yoo Hee-do (유희도)      | 22 kwietnia 1996(dts)     | GH                        | B.I.G                  | 3                    | 28                   |
| Jang Se-bin (장세빈)     | 24 kwietnia 1996(dts)     | WID MAY                   | Snuper                 | 1                    | 46                   |
| Lee Jung-hoon (이정훈)   | 18 października 1996(dts) | JSL Company               | Top Secret             | 3                    | 63                   |
| Jeong Gi-seok (정기석)   | 2 maja 1997(dts)          | MBK Entertainment         | IM                     | S                    | 23                   |
| Lee Jung-ha (이정하)     | 23 lutego 1998(dts)       | Namoo Actors              | aktor stażysta         | 4                    | 19                   |
| Ju Ha-rin (주하린)       | 29 marca 1998(dts)        | RBW                       | MAS                    | 2                    | 54                   |
| Na Ung-jae (나웅재)      | 28 maja 1998(dts)         | Star Empire Entertainment | Imfact                 | 4                    | 26                   |
| Lee Kyeong-ha (이경하)   | 3 sierpnia 1998(dts)      | JSL Company               | Top Secret             | 5                    | 47                   |
| Kang Hyun-gu (강현구)    | 24 listopada 1998(dts)    | RBW                       | MAS                    | 2                    | 61                   |
| Lee Han-gyul (이한결)    | 7 grudnia 1999(dts)       | MBK Entertainment         | IM                     | S                    | 13                   |
| Son Dong-myeong (손동명) | 10 stycznia 2000(dts)     | RBW                       | MAS                    | 2                    | 16                   |
| Lee Gi-wook (이기욱)     | 24 stycznia 2000(dts)     | RBW                       | MAS(Cya)               | 2                    | 60                   |
| Moon Tae-eun (문태은)    | 9 lutego 2000(dts)        | MBK Entertainment         | IM                     | S                    | 40                   |

## Przebieg programu
Ocena kandydatów do programu
W odcinkach od 1 do 6 wyemitowano przesłuchania kandydatów do programu, podczas których oceniono uczestników.
Pierwsza misja – teledysk
Po dokonaniu oceny, uczestnicy zostali poproszeni o utworzenie dziewięcioosobowych grup do pierwszego zadania. Dodatkowo, poza wspólną piosenką „My turn”, UNI+ B i UNI+ G musieli opanować własne piosenki, „Last One” oraz „Shine” odpowiednio. Zwycięska drużyna męska i żeńska otrzymała budżet produkcyjny w wysokości 500 tys. wonów i została centralną drużyną w teledysku do piosenki przewodniej programu „My turn”.
Druga misja – „misja restart”
Trzecia misja – „self producing”
Czwarta misja – wydanie singla
Finałowa misja – „Final Stage Battle”

## Dyskografia

### THE UNI+ „My turn”
| THE UNI+ 마이턴 (My turn) | THE UNI+ 마이턴 (My turn)         | THE UNI+ 마이턴 (My turn) | THE UNI+ 마이턴 (My turn) | THE UNI+ 마이턴 (My turn) | THE UNI+ 마이턴 (My turn) |
| Nr                        | Tytuł utworu                      | Tekst                     | Muzyka                    | Wykonawca                 | Długość                   |
| ------------------------- | --------------------------------- | ------------------------- | ------------------------- | ------------------------- | ------------------------- |
| 1.                        | „My turn” (kor. 마이턴 (My turn)) | Kim Eana, Black Edition   | Black Edition, Yanggaeng  | THE UNI+                  | 3:33                      |

### THE UNI+ „Last One”
| THE UNI+ 빛 (Last One) | THE UNI+ 빛 (Last One)                 | THE UNI+ 빛 (Last One)             | THE UNI+ 빛 (Last One) | THE UNI+ 빛 (Last One) | THE UNI+ 빛 (Last One) |
| Nr                     | Tytuł utworu                           | Tekst                              | Muzyka                 | Wykonawca              | Długość                |
| ---------------------- | -------------------------------------- | ---------------------------------- | ---------------------- | ---------------------- | ---------------------- |
| 1.                     | „Bich (Last One)” (kor. 빛 (Last One)) | Seo Jae-woo, Zerozine, Kim Dong-ha | Seo Jae-woo, Zerozine  | Uni+ B                 | 4:11                   |

### THE UNI+ „Shine”
| THE UNI+ Shine | THE UNI+ Shine | THE UNI+ Shine | THE UNI+ Shine          | THE UNI+ Shine | THE UNI+ Shine |
| Nr             | Tytuł utworu   | Tekst          | Muzyka                  | Wykonawca      | Długość        |
| -------------- | -------------- | -------------- | ----------------------- | -------------- | -------------- |
| 1.             | „Shine”        | Kim Seung-soo  | Kim Seung-soo, Tobirush | Uni+ G         | 3:25           |

### THE UNI+ B Step 1
| CD | CD                                | CD                                         | CD                                            | CD                        | CD      |
| Nr | Tytuł utworu                      | Tekst                                      | Muzyka                                        | Wykonawca                 | Długość |
| -- | --------------------------------- | ------------------------------------------ | --------------------------------------------- | ------------------------- | ------- |
| 1. | „All Day”                         | Roydo, BreadBeat                           | Wonderkid, Roydo, BreadBeat                   | Handsome Boys (훈남쓰)    | 3:33    |
| 2. | „Question”                        | Choi Hyun-jun, Park Seul-gi, Ungjae Jungha | Choi Hyun-jun, Park Seul-gi                   | K.B.S (Korean Boys Stars) | 3:29    |
| 3. | „You’re Mine” (kor. 내꺼 Naekkeo) | Kim Seung-soo (Sweetune)                   | Kim Seung-soo (Sweetune)                      | Pick A Green (초록픽하나) | 3:12    |
| 4. | „My Story”                        | mia, Kim Tae-sung, Heedo                   | Gabriel Brandes, Naoto Okabe, Daniel Rothmann | Unit Ranger (유닛레인저)  | 3:13    |
| 5. | „No Way”                          | Seo Jae-woo, Wooseok, Kanto                | Seo Jae-woo, BreadBeat                        | Red Is Strong (빨강하다)  | 3:19    |

### THE UNI+ G Step 1
| CD | CD                              | CD                                   | CD                                                                           | CD                        | CD      |
| Nr | Tytuł utworu                    | Tekst                                | Muzyka                                                                       | Wykonawca                 | Długość |
| -- | ------------------------------- | ------------------------------------ | ---------------------------------------------------------------------------- | ------------------------- | ------- |
| 1. | „Always”                        | Choi Hee-jae                         | Sophia Pae, Simon Janlöv                                                     | Blooming (블루밍)         | 3:26    |
| 2. | „Cherry On Top”                 | Midnight                             | Damon Sharpe, Alina Smith, Annalise Morelli, Mats Ymell                      | 10:45 (10시 45분)         | 2:57    |
| 3. | „Sweet” (kor. 달콤해 Dalkomhae) | Kim Tae-sung                         | Maxx Song, Damon Sharpe, Jimmy Burney, Melanie Fontana, Jamil ‘Digi’ Chammas | Too Charming (투챠밍)     | 3:07    |
| 4. | „Cosmos”                        | Jerry.L Sweetch (MAJORIG)            | Jerry.L Sweetch (MAJORIG)                                                    | Red Band Girls (홍단소녀) | 3:22    |
| 5. | „Poco a Poco”                   | Duble Sidekick, Bull$Eye, Song Ho-il | Duble Sidekick, Bull$Eye, Song Ho-il                                         | Nine Girls (아홉소녀들)   | 2:59    |

### THE UNI+ Final
| CD | CD                                                                          | CD                                            | CD                                                             | CD                          | CD      |
| Nr | Tytuł utworu                                                                | Tekst                                         | Muzyka                                                         | Wykonawca                   | Długość |
| -- | --------------------------------------------------------------------------- | --------------------------------------------- | -------------------------------------------------------------- | --------------------------- | ------- |
| 1. | „Raise Me Up” (kor. 끌어줘 Kkeul-eojwo)                                     | Duble Sidekick, EastWest, Bull$Eye, Design88  | Duble Sidekick, 237                                            | High Five (하이파이브)      | 3:26    |
| 2. | „Dancing With The Devil”                                                    | Hi-Graphy (Iconic Sounds)                     | Command Freaks, Joo Chan-yang, Gabriel Brandes, Allison Kaplan | Unit Plus (유닛플러스)      | 3:21    |
| 3. | „Ting”                                                                      | Wonderkid Sinkoong Dalli Song Ho-jin          | Dalli, Sinkoong, Wonderkid                                     | Tinkling (팅클링)           | 3:16    |
| 4. | „You&I” (kor. You&I (내가 하고싶은 말은) You&I (Naega hagosip-eun mal-eun)) | Duble Sidekick, Bull$Eye, real-fantasy, YOSKE | Duble Sidekick,Bull$Eye, real-fantasy, YOSKE                   | To You To Me (니하고내하고) | 3:19    |
| 5. | „Present”                                                                   | Sweetch (MAJORIG), Jerry.L                    | Sweetch (MAJORIG), Jerry.L                                     | THE UNI+                    | 3:33    |

## Oglądalność
| No. | Data emisji               | Oglądalność | Oglądalność |
| No. | Data emisji               | TNmS        | AGB Nielsen |
| --- | ------------------------- | ----------- | ----------- |
| 1   | 28 października 2017(dts) | 5,3%        | 5,0%        |
| 2   | 28 października 2017(dts) | 5,2%        | 6,2%        |
| 3   | 4 listopada 2017(dts)     | 5,3%        | 4,7%        |
| 4   | 4 listopada 2017(dts)     | 5,5%        | 5,2%        |
| 5   | 11 listopada 2017(dts)    | 4,7%        | 4,1%        |
| 6   | 11 listopada 2017(dts)    | 3,9%        | 3,6%        |
| 7   | 18 listopada 2017(dts)    | 4,4%        | 3,9%        |
| 8   | 18 listopada 2017(dts)    | 4,2%        | 4,5%        |
| 9   | 25 listopada 2017(dts)    | 2,9%        | 3,5%        |
| 10  | 25 listopada 2017(dts)    | 3,6%        | 4,2%        |
| 11  | 2 grudnia 2017(dts)       | 2,6%        | 2,9%        |
| 12  | 2 grudnia 2017(dts)       | 2,6%        | 3,1%        |
| 13  | 9 grudnia 2017(dts)       | 2,8%        | 2,8%        |
| 14  | 9 grudnia 2017(dts)       | 2,3%        | 2,7%        |
| 15  | 16 grudnia 2017(dts)      | 2,0%        | 2,3%        |
| 16  | 16 grudnia 2017(dts)      | 2,4%        | 2,3%        |
| 17  | 23 grudnia 2017(dts)      | 2,1%        | 2,5%        |
| 18  | 23 grudnia 2017(dts)      | 2,0%        | 2,6%        |
| 19  | 6 stycznia 2018(dts)      | 2,6%        | 2,0%        |
| 20  | 6 stycznia 2018(dts)      | 2,7%        | 2,5%        |
| 21  | 13 stycznia 2018(dts)     | 2,1%        | 2,2%        |
| 22  | 13 stycznia 2018(dts)     | 1,9%        | 2,3%        |
| 23  | 20 stycznia 2018(dts)     | 2,2%        | 2,1%        |
| 24  | 20 stycznia 2018(dts)     | 1,9%        | 2,8%        |
| 25  | 3 lutego 2018(dts)        | 1,7%        | 2,2%        |
| 26  | 3 lutego 2018(dts)        | 1,6%        | 2,0%        |
| 27  | 10 lutego 2018(dts)       | 2,6%        | 3,5%        |
| 28  | 10 lutego 2018(dts)       | 2,2%        | 3,5%        |